# Metronidazol
O metronidazol é um derivado nitroimidazol com atividade antiprotozoária. Este composto também possui actividade antibacteriana contra bacilos gram-negativos anaeróbios, contra bacilos gram-positivos esporulados e contra todos os cocos anaeróbios.
Está indicado no tratamento de giardíase, amebíase, tricomoníase, vaginites por Gardnerella vaginalis e infecções causadas por bactérias anaeróbias como Bacteroides fragilis e outros bacteróides, Fusobacterium sp, Clostridium sp, Eubacterium sp e cocos anaeróbios. Outra indicação seria no tratamento de pacientes portadores de periodontite crônica refratária, doença esta que apresenta na sua constituição microbiológica bacterias anaeróbias presentes na cavidade oral.

## Mecanismo de ação
O mecanismo de ação do fármaco consiste na inibição da síntese de ácido desoxirribonucleico e na degradação do DNA.
Em geral, o metronidazol é administrado por via oral e é completamente absorvido. Preparações retais e intravenosas também estão disponíveis. É rapidamente distribuído pelos tecidos, atingindo concentrações elevadas nos líquidos corporais, incluindo o líquido cerebroespinhal. Uma parte é metabolizada, porém a maior parte é eliminada na urina.

## Efeitos adversos
Os efeitos adversos do metronidazol são geralmente brandos, mas cefaleias e sintomas gastrointestinais são comuns. As reações mais graves compreendem estomatite, leucopenia, neurite periférica e ataxia.
A ingestão com álcool pode provocar dores abdominais, vômito, enrubescimento e cefaleia.
O metronidazol não deve ser usado em pacientes com alergia anterior ao metronidazol ou outro derivado.

## Interações medicamentosas
O metronidazol pode interagir com outros medicamentos, entre os principais a cimetidina, a fenitoína, o fenobarbital, a varfarina, o lítio e o dissulfiram.

## Contra-indicações e Precauções
- Deve ser evitado no caso de problemas hepáticos, renais ou diálise
- As mulheres grávidas ou a amamentar não devem seguir o tratamento com o metronidazol
- Porfíria
- Deve ser evitado no caso de alergia a este ou outros antibióticos